# Едгар Тур
Едгар Тур (ест. Edgar Tur, нар. 28 грудня 1996, Таллінн) — естонський футболіст, нападник клубу «Левадія» та національної збірної Естонії. Виступав також за низку естонських і закордонних клубів. Чемпіон Естонії, володар Кубка Естонії та Суперкубка Естонії.

## Клубна кар'єра
Едгар Тур розпочав виступи на футбольних полях у 2014 році в складі команди «ФКІ Таллінн», в якій грав до 2016 року, проте провів у її складі лише 1 матч. У 2017 році футболіст перейшов до складу команди «Пайде», в якій грав до кінця 2018 року, після чого керівництво клубу віддало гравця в оренду до болгарського клубу «Ботев» (Враца). У другій половині року Тур повернувся до складу «Пайде», та грав у складі команди до кінця 2022 року.
З початку 2023 року Едгар Тур грає у складі клубу «Левадія». У складі команди футболіст став чемпіоном Естонії, володарем Кубка Естонії та Суперкубка Естонії.

## Виступи за збірні
Протягом 2017—2018 років Едгар Тур грав у складі молодіжної збірної Естонії. На молодіжному рівні зіграв у 5 офіційних матчах.
У 2020 році Тур дебютував у складі національної збірної Естонії. У складі збірної футболіст станом на початок липня 2025 року зіграв 6 матчів. у яких відзначився 1 забитим м'ячем.

## Титули і досягнення
- Володар Кубка Естонії (1):

«Левадія»: 2023–2024
- Чемпіон Естонії (1):

«Левадія»: 2024
- Володар Суперкубка Естонії (1):

«Левадія»: 2025